# Bhagabhadra
Bhagabhadra est le neuvième empereur de l'empire Shunga, il fut précédé par Vajramitra et Devabhûti lui succéda.